# 1984年のル・マン24時間レース

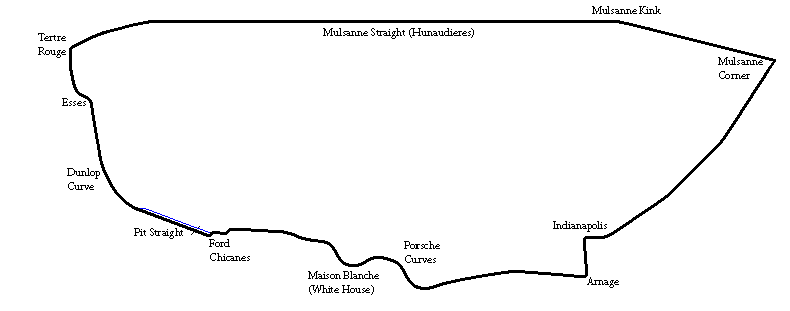
1984年のコース

1984年のル・マン24時間レース（24 Heures du Mans 1984 ）は、52回目のル・マン24時間レースであり、1984年6月16日から6月17日にかけてフランスのサルト・サーキットで行われた。
ポスターの図柄にはランチア・LC2が使われた。

## 概要
この年、ポルシェのワークスは欠場した。理由としては
- ポルシェがあまりに強すぎて対抗馬が現れなかったため自主的に辞退した[1]という説。ただしこの説では1985年以降復帰したことの説明ができない。
- ポルシェがあまりに強すぎてポルシェを持たないチームが出走を回避する可能性があり、出走台数を確保するためACOがIMSAに相談し、グループCと規定が似ているIMSA GTP規定の車両を4台出走させることとなった。しかしIMSA GTPは燃料タンクが120リットルだったので、これまでの「給油25回」との規定を撤廃しそのかわり「燃料総使用量2210リットル」とした。しかしこのルールではピットインが少なくて済むIMSA GTPに非常に有利であったため抗議の目的で欠場した[2]という説。
- 1983年に国際自動車スポーツ連盟はグループCの燃費制限をさらに厳しくすると発表し、これを受けてポルシェは電子制御式のフューエルインジェクションシステムを導入してエンジンの効率を大幅に向上させた[3]。しかし1984年3月、国際自動車スポーツ連盟のジャン＝マリー・バレストルから「1984年限りで燃費制限を撤廃する」というグループCの規定を根底から覆すような発表があり、ポルシェは世界選手権への参加を検討していたメルセデス・ベンツと相談の上で抗議の目的で欠場した[4]という説。

と色々な説がある。ワークス参加はランチアのみとなり寂しいレースとなったが、それでも参加台数54台を数えた。
グループCはグループC1に、グループCジュニアはグループC2に改名された。

### グループC1
唯一のワークス参加となったランチアは汚名返上を狙い、ダウンフォースを大きくするためボディ下部を改良するとともにフェラーリ製V型8気筒エンジンも出力と燃費の両面から改良されたランチア・LC2/84を3台持ち込み、ポルシェ・956を使用するプライベーターチームとの対決が注目された。
ポルシェ・956の出場は16台を数えた。この時点でカスタマースペックもボッシュ製モトロニックMP1.2を装備する935/82型エンジンを装備するポルシェ・956Bになっていたが、現場での細かいセッティングができないモトロニックMP1.2に不満を感じたチームもあり、例えばヨースト・レーシングは独自のルートでMP1.2をセッティングしかなりの燃費改善に成功、またシリンダー構造がモジュラーになっていることに注目し特注ピストンを使用して3.0リットルエンジンを製作するなど本体側の改良も進め、新規購入したシャシ番号956-117に積み、7号車として出場させた。
アストンマーティンはヴァイカウント・ダウンからニムロッド・C2Bの31号車、32号車が出走した。31号車は585馬力、32号車は560馬力であったという。
フランス人はWMセカテバプジョーに期待した。シャシ、ボディとも1983年モデルを改良し、エンジンにはプジョー本社から技術援助を受けて出力向上を図っていた。
童夢は体制を一新、ターボ車が多くなる中でノンターボのフォード・コスワース・DFL型エンジンを搭載し、これまでの直線重視からコーナリング重視にシャシの設計を変更した童夢・RC-83を持ち込んだ。

### グループC2
マツダは前年の教訓から空気抵抗よりダウンフォースを重視しコーナーリングスピードを重視したマツダ・727Cを製作した。ただ排気量、エンジンパワーとも参加車両中最小であり、信頼性で上位入賞を狙う作戦であった。
マツダのエンジンはその耐久性が認められてBFグッドリッチチームも採用し、ローラのシャシに積まれた。ドライバーの一人に片山義美が指名され、片山もこれまでの経験を全て提供した。チームはその助言の的確さに驚き、その助言に全面的に沿ってセッティングが進められた。

### IMSA GTP
グループCと似たマシンということで出場が認められた。
ジャガーがIMSA用に開発されたシャシにSOHC5,945ccV型12気筒エンジンを搭載したジャガー・XJR-5を使用しグループ44より久しぶりに参戦し、イギリス人のレースファンが再びル・マン24時間レースに興味を持つきっかけとなった。またポルシェの圧倒的優位に不満を感じる観客もこの参戦を喜んだ。
マーチ・エンジニアリングがビュイック3.4リットルシングルターボエンジンを搭載するマーチ・84Gを出場させた。

## 予選
予選初日は18時、2日目は17時30分に始まった。
前年ジャッキー・イクスが作ったコースレコードに迫る3分17秒11をマークし、ランチア・LC2/84の2台が最前列を占めた。3位は1位から16秒、2位から13秒の大差を付けられてヨースト・レーシングのポルシェ・956、7号車であった。
WMセカテバプジョーは改良が功を奏し予選8位をマークした。
童夢・RC-83はノンターボ車としてトップクラスの出来であり、予選の初日に過去最高の3分39秒47を記録、ポルシェ・956を9台も上回る14番手となった。2日目引き続きスタンレー・ディケンズがタイムアタックしたがダンロップブリッジの先でアクセルが戻らなくなり大破、ドライバーは奇跡的に無事だったが予選21位という記録だけ残し、決勝への出走は取りやめとなった。
マツダ・727は従野孝司の運転で3分47秒60をマーク、初日28位となった。2日目はタイムアタックせず決勝のセッティングに務めた。

## 決勝
14時55分にペースカーに先導されて出発、15時にペースカーが退いてレースが始まった。
序盤はスプリントレースのようなトップ争いが展開した。1周目はジャガー44号車が先頭に立ったがその後トランスミッショントラブルを起こし19時9分に3速ギアを交換、20時26分291周3,965km走行したところでリタイアとなった。ジャガー40号車は23時20分に左後部サスペンションアームの締め直しでピットインし、5時33分トニー・アダモウィッツがテルトルルージュでコースから逸脱した。その後立ち直ったが午後になってからトランスミッショントラブルを起こし多くの観客の拍手を受けつつリタイアした。
数周WMセカテバプジョーが飛び出したがミュルサンヌコーナーでコースアウトし後退した。
ランチア・LC2/84の2台が先行したが予選のように大きく引き離すことはできず、13時間目に1台がトランスミッションに不調が出て後退した。さらに14時間目にもう1台もトランスミッション、さらにターボにも不調が出たため無理をしないで走ることになった。
ジャガーは一時5位に上がり、ユノディエールで40号車が342km/h、44号車が349km/hを記録するなど健闘していたが、20時間を経過した時点で力尽きてリタイアした。グループ44の関係者は「残念ながら完走はならなかったが、ル・マンは素晴らしかった。また機会が与えられるなら、ぜひとも参加してみたい」と言い残してサーキットを去った。
ポルシェを使う有力チームはワークスポルシェが不出場で総合優勝のチャンスと見てペースを上げ気味にレースを進めたためにコースアウトやトラブルが増え、16台出走したポルシェ956のうち完走は8台に留まった。ヨーストの7号車はレース開始1時間で燃圧が不調でピットインし一時30位まで後退したものの、その後は5時間に15位、10時間に7位、12時間で4位と着実なペースで順位を上げ、トップに立った。
マツダ86号車は4時間で追い越し禁止の黄色旗を無視して突っ込んできたアストンマーティンに接触され、車軸保持部分を破損し20分の修理を要した。その後ほとんどトラブルなく走行を続け、一時は15位まで上がった。
アストンマーティンはレース開始から3分47秒を記録するなどしてトップグループを走り、17時に14位、19時に9位、20時に6位と順位を上げていたが、31号車がユーノディエールを2/3程走った地点でタイヤが2本破裂し、ピットに戻った。続いて21時23分に32号車がガードレールに衝突して炎上、乗っていたシェルドンが大火傷を負いヘリコプターで病院に搬送された。そのすぐ後ろを走っていた31号車のドレイク・オルソンもミュルサンヌの出口でガードレールに激突、コースマーシャルのジャッキー・ロワゾーが死亡、もう1人のコースマーシャルが負傷した。ドレイク・オルソンも病院に搬送された。この事故で21時25分から22時27分までレースは中断された。

## 結果
アンリ・ペスカロロ/クラウス・ルドヴィック組がポルシェ・956の7号車で24時間に4,900.276kmを平均速度204.178km/hで走って優勝した。その他、8位のランチア・LC2/84、10位のローラT616を除いてトップ10全てをポルシェ・956が占めた。
マツダ86号車は差動装置のベアリングが焼きつき、最後の1周だけ走れるように応急処置をして何とか完走扱いとなった。
| 順位    | クラス   | ナンバー | チーム                                                                            | ドライバー                                                                             | シャシ                                                     | タイヤ | ラップ数 |
| 順位    | クラス   | ナンバー | チーム                                                                            | ドライバー                                                                             | エンジン                                                   | タイヤ | ラップ数 |
| ------- | -------- | -------- | --------------------------------------------------------------------------------- | -------------------------------------------------------------------------------------- | ---------------------------------------------------------- | ------ | -------- |
| 1       | C1       | 7        | ニューマン・ヨースト・レーシング                                                  | - アンリ・ペスカロロ - クラウス・ルドヴィック                                          | ポルシェ・956B                                             | D      | 360      |
| 1       | C1       | 7        | ニューマン・ヨースト・レーシング                                                  | - アンリ・ペスカロロ - クラウス・ルドヴィック                                          | ポルシェ・935型3.0リットル水平対向6気筒ターボ              | D      | 360      |
| 2       | C1       | 26       | ヘン・Tバード・スワップ・ショップ                                                 | - ジャン・ロンドー - ジョン・ポールJr. - プレストン・ヘン                              | ポルシェ・956                                              | G      | 358      |
| 2       | C1       | 26       | ヘン・Tバード・スワップ・ショップ                                                 | - ジャン・ロンドー - ジョン・ポールJr. - プレストン・ヘン                              | ポルシェ・935型2,649cc水平対向6気筒ターボ                  | G      | 358      |
| 3       | C1       | 33       | - スコール・バンディット・ポルシェチーム - ジョン・フィッツパトリック・レーシング | - デヴィッド・ホッブス - フィリップ・ストレイフ - サレル・ヴァン・デ・マーウェ         | ポルシェ・956B                                             | Y      | 351      |
| 3       | C1       | 33       | - スコール・バンディット・ポルシェチーム - ジョン・フィッツパトリック・レーシング | - デヴィッド・ホッブス - フィリップ・ストレイフ - サレル・ヴァン・デ・マーウェ         | ポルシェ・935型2,649cc水平対向6気筒ターボ                  | Y      | 351      |
| 4       | C1       | 9        | ブルン・モータースポーツ                                                          | - ワルター・ブルン - プリンス・レオポルド・フォン・バイエルン - ボブ・エイキン         | ポルシェ・956B                                             | D      | 340      |
| 4       | C1       | 9        | ブルン・モータースポーツ                                                          | - ワルター・ブルン - プリンス・レオポルド・フォン・バイエルン - ボブ・エイキン         | ポルシェ・935型2,649cc水平対向6気筒ターボ                  | D      | 340      |
| 5       | C1       | 12       | ショルンシュタイン・レーシング・チーム                                            | - フォルカート・メール - ディーター・ショルンシュタイン - "ジョン・ヴィンター"         | ポルシェ・956                                              | D      | 340      |
| 5       | C1       | 12       | ショルンシュタイン・レーシング・チーム                                            | - フォルカート・メール - ディーター・ショルンシュタイン - "ジョン・ヴィンター"         | ポルシェ・935型2,649cc水平対向6気筒ターボ                  | D      | 340      |
| 6       | C1       | 11       | ポルシェ・クレマー・レーシング                                                    | - アラン・ジョーンズ - ヴァーン・シュパン - ジャン＝ピエール・ジャリエ                 | ポルシェ・956B                                             | D      | 337      |
| 6       | C1       | 11       | ポルシェ・クレマー・レーシング                                                    | - アラン・ジョーンズ - ヴァーン・シュパン - ジャン＝ピエール・ジャリエ                 | ポルシェ・935型2,649cc水平対向6気筒ターボ                  | D      | 337      |
| 7       | C1       | 20       | ブルン・モータースポーツ                                                          | - マッシモ・シガーラ - オスカー・ララウリ - ジョエル・グイエ                           | ポルシェ・956                                              | D      | 335      |
| 7       | C1       | 20       | ブルン・モータースポーツ                                                          | - マッシモ・シガーラ - オスカー・ララウリ - ジョエル・グイエ                           | ポルシェ・935型2,649cc水平対向6気筒ターボ                  | D      | 335      |
| 8       | C1       | 4        | マルティニ・レーシング                                                            | - ボブ・ウォレク - アレッサンドロ・ナニーニ                                            | ランチア・LC2                                              | D      | 326      |
| 8       | C1       | 4        | マルティニ・レーシング                                                            | - ボブ・ウォレク - アレッサンドロ・ナニーニ                                            | フェラーリ・308C型3,015ccV型8気筒ターボ                    | D      | 326      |
| 9       | C1       | 17       | ポルシェ・クレマー・レーシング                                                    | - ティフ・ニーデル - デイビッド・サザーランド - ラスティ・フレンチ                     | ポルシェ・956                                              | D      | 321      |
| 9       | C1       | 17       | ポルシェ・クレマー・レーシング                                                    | - ティフ・ニーデル - デイビッド・サザーランド - ラスティ・フレンチ                     | ポルシェ・935型2,649cc水平対向6気筒ターボ                  | D      | 321      |
| 10      | C2       | 68       | B.F.グッドリッチ                                                                  | - ジョン・オースチン - ジョン・モートン - 片山義美                                     | ローラ・T616                                               | BF     | 320      |
| 10      | C2       | 68       | B.F.グッドリッチ                                                                  | - ジョン・オースチン - ジョン・モートン - 片山義美                                     | マツダ・13B型1.3リットル2ローター                          | BF     | 320      |
| 11      | C2       | 93       | - ジャン＝フィリップ・グラン - グラフ・レーシング                                 | - ジャン＝フィリップ・グラン - ジャン＝ポール・リベール - パスカル・ウィトモア         | ロンドー・M379                                             | A      | 310      |
| 11      | C2       | 93       | - ジャン＝フィリップ・グラン - グラフ・レーシング                                 | - ジャン＝フィリップ・グラン - ジャン＝ポール・リベール - パスカル・ウィトモア         | フォード・コスワース・DFV型3.0リットルV型8気筒             | A      | 310      |
| 12      | C2       | 67       | B.F.グッドリッチ                                                                  | - ジム・バスビー - ボイ・ハイエ - リック・ヌープ                                       | ローラ・T616                                               | BF     | 295      |
| 12      | C2       | 67       | B.F.グッドリッチ                                                                  | - ジム・バスビー - ボイ・ハイエ - リック・ヌープ                                       | マツダ・13B型1.3リットル2ローター                          | BF     | 295      |
| 13      | C1       | 37       | マコーミック&ダッジ                                                               | - ジム・ミューレン - ウォルト・ボーレン - アラン・フェルテ                             | ロンドー・M482                                             | G      | 293      |
| 13      | C1       | 37       | マコーミック&ダッジ                                                               | - ジム・ミューレン - ウォルト・ボーレン - アラン・フェルテ                             | フォード・コスワース・DFL型3.3リットルV型8気筒             | G      | 293      |
| 14      | B        | 109      | Helmut Gall                                                                       | - フィリップ・ダゴリュー - ジャン＝フランソワ・イヴォン - ピエール・デ・トイジー       | BMW・M1                                                    | D      | 292      |
| 14      | B        | 109      | Helmut Gall                                                                       | - フィリップ・ダゴリュー - ジャン＝フランソワ・イヴォン - ピエール・デ・トイジー       | BMW・M88/1型3.5リットル直列6気筒                           | D      | 292      |
| 15      | C2       | 87       | マツダスピード                                                                    | - デイブ・ケネディ - ジャン＝ミシェル・マルタン - フィリップ・マルタン                 | マツダ・727C                                               | D      | 291      |
| 15      | C2       | 87       | マツダスピード                                                                    | - デイブ・ケネディ - ジャン＝ミシェル・マルタン - フィリップ・マルタン                 | マツダ・13B型1.3リットル2ローター                          | D      | 291      |
| 16      | B        | 106      | クロード・ハルディ                                                                | - クロード・ハルディ - アルトフリート・ヘーガー - ジャン・クルッカー                   | ポルシェ・930                                              | M      | 285      |
| 16      | B        | 106      | クロード・ハルディ                                                                | - クロード・ハルディ - アルトフリート・ヘーガー - ジャン・クルッカー                   | ポルシェ・930型3.3リットル水平対向6気筒ターボ              | M      | 285      |
| 17      | IMSA GTO | 122      | レイモンド・トワルー                                                              | - レイモンド・トワルー - ヴァランティン・ベルタペレ - ティエリー・ペリエ               | ポルシェ・911SC                                            | M      | 283      |
| 17      | IMSA GTO | 122      | レイモンド・トワルー                                                              | - レイモンド・トワルー - ヴァランティン・ベルタペレ - ティエリー・ペリエ               | ポルシェ・930型3.0リットル水平対向6気筒                    | M      | 283      |
| 18      | IMSA GTO | 123      | エキップ・アルメラス・フレール                                                    | - ジャン＝マリー・アルメラス - ジャック・アルメラス - トム・ウィンタース               | ポルシェ・930                                              | M      | 268      |
| 18      | IMSA GTO | 123      | エキップ・アルメラス・フレール                                                    | - ジャン＝マリー・アルメラス - ジャック・アルメラス - トム・ウィンタース               | ポルシェ・930型3.3リットル水平対向6気筒ターボ              | M      | 268      |
| 19      | C2       | 81       | スクーデリア・ジョリー・クラブ                                                    | - アルモ・コッペリ - ダヴィーデ・パヴィア - グイドー・ダコ                             | アルバ・AR2                                                | A      | 262      |
| 19      | C2       | 81       | スクーデリア・ジョリー・クラブ                                                    | - アルモ・コッペリ - ダヴィーデ・パヴィア - グイドー・ダコ                             | ジャンニ・カルマ・FF型2.0リットル直列4気筒ターボ           | A      | 262      |
| 20      | C2       | 86       | マツダスピード                                                                    | - ピエール・デュドネ - 従野孝司 - 寺田陽次郎                                           | マツダ・727C                                               | D      | 261      |
| 20      | C2       | 86       | マツダスピード                                                                    | - ピエール・デュドネ - 従野孝司 - 寺田陽次郎                                           | マツダ・13B型1.3リットル2ローター                          | D      | 261      |
| 21      | C2       | 80       | スクーデリア・ジョリー・クラブ                                                    | - マルティノ・フィノット - カルロ・ファチェッティ - マルコ・ヴァノリ                   | アルバ・AR2                                                | A      | 258      |
| 21      | C2       | 80       | スクーデリア・ジョリー・クラブ                                                    | - マルティノ・フィノット - カルロ・ファチェッティ - マルコ・ヴァノリ                   | ジャンニ・カルマ・FF型2.0リットル直列4気筒ターボ           | A      | 258      |
| 22      | B        | 107      | レイモンド・ブーティナウ                                                          | - レイモンド・ブーティナウ - フィリップ・ルノー - ジル・グーノン                       | ポルシェ・928S                                             | ?      | 255      |
| 22      | B        | 107      | レイモンド・ブーティナウ                                                          | - レイモンド・ブーティナウ - フィリップ・ルノー - ジル・グーノン                       | ポルシェ・M28型4.7リットルV型8気筒                         | ?      | 255      |
| 23 DNF  | IMSA GTP | 44       | ジャガー グループ44                                                               | - ブライアン・レッドマン - ドク・バンディ - ボブ・トゥリウス                           | ジャガー・XJR-5                                            | G      | 291      |
| 23 DNF  | IMSA GTP | 44       | ジャガー グループ44                                                               | - ブライアン・レッドマン - ドク・バンディ - ボブ・トゥリウス                           | ジャガー・5,945ccV型12気筒                                 | G      | 291      |
| 24 DNF  | C1       | 5        | マルティニ・レーシング                                                            | - パオロ・バリッラ - ハンス・ハイヤー - マウロ・バルディ                               | ランチア・LC2                                              | D      | 275      |
| 24 DNF  | C1       | 5        | マルティニ・レーシング                                                            | - パオロ・バリッラ - ハンス・ハイヤー - マウロ・バルディ                               | フェラーリ・308C型3,015ccV型8気筒ターボ                    | D      | 275      |
| 25 DNF  | C1       | 21       | Charles Ivey Racing                                                               | - アラン・ドゥ・カデネ - アラン・グライス - クリス・クラフト                           | ポルシェ・956                                              | D      | 274      |
| 25 DNF  | C1       | 21       | Charles Ivey Racing                                                               | - アラン・ドゥ・カデネ - アラン・グライス - クリス・クラフト                           | ポルシェ・935型2,649cc水平対向6気筒ターボ                  | D      | 274      |
| 26 DNF  | IMSA GTP | 61       | ヘン・Tバード・スワップ・ショップ                                                 | - ミシェル・フェルテ - エドガー・デーレン - プレストン・ヘン                           | ポルシェ・962                                              | G      | 247      |
| 26 DNF  | IMSA GTP | 61       | ヘン・Tバード・スワップ・ショップ                                                 | - ミシェル・フェルテ - エドガー・デーレン - プレストン・ヘン                           | ポルシェ・935型2.9リットル水平対向6気筒ターボ              | G      | 247      |
| 27 DNF  | C1       | 14       | GTiエンジニアリング                                                               | - ヤン・ラマース - ジョナサン・パーマー                                                | ポルシェ・956                                              | D      | 239      |
| 27 DNF  | C1       | 14       | GTiエンジニアリング                                                               | - ヤン・ラマース - ジョナサン・パーマー                                                | ポルシェ・935型2,649cc水平対向6気筒ターボ                  | D      | 239      |
| 28 DNF  | IMSA GTP | 40       | ジャガー グループ44                                                               | - トニー・アダモウィッツ - ジョン・ワトソン - クロード・バローレナ                     | ジャガー・XJR-5                                            | G      | 212      |
| 28 DNF  | IMSA GTP | 40       | ジャガー グループ44                                                               | - トニー・アダモウィッツ - ジョン・ワトソン - クロード・バローレナ                     | ジャガー・5,945ccV型12気筒                                 | G      | 212      |
| 29 DNF  | C1       | 8        | ニューマン・ヨースト・レーシング                                                  | - ステファン・ヨハンソン - ジャン＝ルイ・シュレッサー - マウリシオ・デ・ナルバエツ     | ポルシェ・956                                              | D      | 170      |
| 29 DNF  | C1       | 8        | ニューマン・ヨースト・レーシング                                                  | - ステファン・ヨハンソン - ジャン＝ルイ・シュレッサー - マウリシオ・デ・ナルバエツ     | ポルシェ・935型3.0リットル水平対向6気筒ターボ              | D      | 170      |
| 30 DNF  | C1       | 38       | ドーセット・レーシング・アソシエイツ                                              | - ニック・フォール - マイク・ギャルビン - リチャード・ジョーンズ                       | 童夢・RC82                                                 | D      | 156      |
| 30 DNF  | C1       | 38       | ドーセット・レーシング・アソシエイツ                                              | - ニック・フォール - マイク・ギャルビン - リチャード・ジョーンズ                       | フォード・コスワース・DFL型3.3リットルV型8気筒             | D      | 156      |
| 31 DNF  | C1       | 50       | プリマガス                                                                        | - ピエール・イヴェール - ベルナール・ド・ドライヴァー - ピエール＝フランソワ・ルースロ | ロンドー・M382                                             | M      | 155      |
| 31 DNF  | C1       | 50       | プリマガス                                                                        | - ピエール・イヴェール - ベルナール・ド・ドライヴァー - ピエール＝フランソワ・ルースロ | フォード・コスワース・DFV型3.0リットルV型8気筒             | M      | 155      |
| 32 DNF  | C1       | 13       | プリマガス                                                                        | - イブ・クラージュ - ミシェル・デュボワ - ジョン・イエリネック                         | クーガー・C02                                              | M      | 153      |
| 32 DNF  | C1       | 13       | プリマガス                                                                        | - イブ・クラージュ - ミシェル・デュボワ - ジョン・イエリネック                         | フォード・コスワース・DFL型3.3リットルV型8気筒             | M      | 153      |
| 33 DNF  | C1       | 47       | オーバーマイヤー・レーシング                                                      | - ユルゲン・ラシック - ジョージ・フーシェ - ジョン・グラハム                           | ポルシェ・956                                              | D      | 147      |
| 33 DNF  | C1       | 47       | オーバーマイヤー・レーシング                                                      | - ユルゲン・ラシック - ジョージ・フーシェ - ジョン・グラハム                           | ポルシェ・935型2,649cc水平対向6気筒ターボ                  | D      | 147      |
| 34 DNF  | IMSA GTO | 121      | Charles Ivey Racing                                                               | - デヴィッド・オヴェイ - ポール・スミス - マギー・スミス＝ハース                       | ポルシェ・930                                              | A      | 146      |
| 34 DNF  | IMSA GTO | 121      | Charles Ivey Racing                                                               | - デヴィッド・オヴェイ - ポール・スミス - マギー・スミス＝ハース                       | ポルシェ・930型3.3リットル水平対向6気筒ターボ              | A      | 146      |
| 35 DNF  | C1       | 34       | - チーム・オーストラリア - ジョン・フィッツパトリック・レーシング                 | - ピート・ブロック - ラリー・パーキンス                                                | ポルシェ・956                                              | D      | 145      |
| 35 DNF  | C1       | 34       | - チーム・オーストラリア - ジョン・フィッツパトリック・レーシング                 | - ピート・ブロック - ラリー・パーキンス                                                | ポルシェ・935型2,649cc水平対向6気筒ターボ                  | D      | 145      |
| 36 DSQ† | C1       | 16       | GTiエンジニアリング                                                               | - リチャード・ロイド - ニック・メイスン - ルネ・メッジ                                 | ポルシェ・956                                              | D      | 139      |
| 36 DSQ† | C1       | 16       | GTiエンジニアリング                                                               | - リチャード・ロイド - ニック・メイスン - ルネ・メッジ                                 | ポルシェ・935型2,649cc水平対向6気筒ターボ                  | D      | 139      |
| 37 DNF  | C1       | 23       | WMセカテバ                                                                        | - ロジャー・ドルシー - アラン・クーデル - ジェラール・パティ                           | WM・P83B                                                   | M      | 122      |
| 37 DNF  | C1       | 23       | WMセカテバ                                                                        | - ロジャー・ドルシー - アラン・クーデル - ジェラール・パティ                           | プジョー・PRV型2.8リットルV型6気筒ターボ                   | M      | 122      |
| 38 DNF  | C1       | 6        | - BP Résidences Malardeau - スクーデリア・ジョリー・クラブ                        | - ピエルルイジ・マルティニ - グザヴィエ・ラペイル - ベッペ・ガビアーニ                 | ランチア・LC2                                              | D      | 117      |
| 38 DNF  | C1       | 6        | - BP Résidences Malardeau - スクーデリア・ジョリー・クラブ                        | - ピエルルイジ・マルティニ - グザヴィエ・ラペイル - ベッペ・ガビアーニ                 | フェラーリ・308C型3,015ccV型8気筒ターボ                    | D      | 117      |
| 39 DNF  | B        | 101      | ジェンス・ヴィンター・チーム・カストロール                                        | - ジェンス・ヴィンター - デヴィッド・マーサー - ラーズ・ヴィゴ・ジェンセン             | BMW・M1                                                    | A      | 96       |
| 39 DNF  | B        | 101      | ジェンス・ヴィンター・チーム・カストロール                                        | - ジェンス・ヴィンター - デヴィッド・マーサー - ラーズ・ヴィゴ・ジェンセン             | BMW・M88/1型3.5リットル直列6気筒                           | A      | 96       |
| 40 DNF  | IMSA GTP | 62       | ペガサス・レーシング                                                              | - ケン・マースデンJr. - Marion L. Speer - ウェイン・ピカリング                         | マーチ・84G                                                | G      | 95       |
| 40 DNF  | IMSA GTP | 62       | ペガサス・レーシング                                                              | - ケン・マースデンJr. - Marion L. Speer - ウェイン・ピカリング                         | ビュイック・3.3リットルV型6気筒ターボ                      | G      | 95       |
| 41 DNF  | C1       | 31       | ヴァイカウント・ダウン・アストンマーティン                                        | - レイ・マロック - ドレイク・オルソン                                                  | ニムロッド・NRA/C2B                                        | A      | 94       |
| 41 DNF  | C1       | 31       | ヴァイカウント・ダウン・アストンマーティン                                        | - レイ・マロック - ドレイク・オルソン                                                  | アストンマーティン-Tickford・DP1229型5,340ccV型8気筒ターボ | A      | 94       |
| 42 DNF  | C1       | 32       | ヴァイカウント・ダウン・アストンマーティン                                        | - ジョン・シェルドン - マイク・サロモン - リチャード・アトウッド                       | ニムロッド・NRA/C2B                                        | A      | 92       |
| 42 DNF  | C1       | 32       | ヴァイカウント・ダウン・アストンマーティン                                        | - ジョン・シェルドン - マイク・サロモン - リチャード・アトウッド                       | アストンマーティン-Tickford・DP1229型5,340ccV型8気筒ターボ | A      | 92       |
| 43 DNF  | C1       | 24       | WMセカテバ                                                                        | - ミシェル・ピニャール - ジャン＝ダニエル・ローレ - パスカル・ペジオ                   | WM・P83B                                                   | M      | 74       |
| 43 DNF  | C1       | 24       | WMセカテバ                                                                        | - ミシェル・ピニャール - ジャン＝ダニエル・ローレ - パスカル・ペジオ                   | プジョー・PRV型2.8リットルV型6気筒ターボ                   | M      | 74       |
| 44 DNF  | C1       | 55       | - スコール・バンディット・ポルシェチーム - ジョン・フィッツパトリック・レーシング | - ルパート・キーガン - ガイ・エドワーズ - ロベルト・モレノ                             | ポルシェ・962                                              | Y      | 72       |
| 44 DNF  | C1       | 55       | - スコール・バンディット・ポルシェチーム - ジョン・フィッツパトリック・レーシング | - ルパート・キーガン - ガイ・エドワーズ - ロベルト・モレノ                             | ポルシェ・935型2,649cc水平対向6気筒ターボ                  | Y      | 72       |
| 45 DNF  | B        | 114      | ミシェル・ラテステ                                                                | - ミシェル・ラテステ - Michel Bienvault - "Ségolen"                                    | ポルシェ・930                                              | ?      | 70       |
| 45 DNF  | B        | 114      | ミシェル・ラテステ                                                                | - ミシェル・ラテステ - Michel Bienvault - "Ségolen"                                    | ポルシェ・930型3.3リットル水平対向6気筒ターボ              | ?      | 70       |
| 46 DNF  | C2       | 70       | Spice-Tiga Racing                                                                 | - ゴードン・スパイス - レイ・ベルム - ニール・クラング                                 | Tiga・GC84                                                 | A      | 69       |
| 46 DNF  | C2       | 70       | Spice-Tiga Racing                                                                 | - ゴードン・スパイス - レイ・ベルム - ニール・クラング                                 | フォード・コスワース・DFL型3.3リットルV型8気筒             | A      | 69       |
| 47 DNF  | IMSA GTX | 27       | Scuderia Bellancauto                                                              | - ロベルト・マラッツィ - Maurizio Micangeli - ドミニク・ラコー                         | フェラーリ・512BB/LM                                       | D      | 65       |
| 47 DNF  | IMSA GTX | 27       | Scuderia Bellancauto                                                              | - ロベルト・マラッツィ - Maurizio Micangeli - ドミニク・ラコー                         | フェラーリ・4,942cc180度V型12気筒                          | D      | 65       |
| 48 DNF  | C2       | 48       | ジョン・バートレット・レーシング                                                  | - フランソワ・ミゴール - スティーブ・ケンプトン - フランソワ・サヴァーニン             | ローラ・T610                                               | D      | 52       |
| 48 DNF  | C2       | 48       | ジョン・バートレット・レーシング                                                  | - フランソワ・ミゴール - スティーブ・ケンプトン - フランソワ・サヴァーニン             | フォード・コスワース・DFL型3.3リットルV型8気筒             | D      | 52       |
| 49 DNF  | C1       | 45       | クリスチャン・ビシー                                                              | - クリスチャン・ビシー - ジャック・グリフィン - Bruno Ilien                            | ロンドー・M382                                             | D      | 49       |
| 49 DNF  | C1       | 45       | クリスチャン・ビシー                                                              | - クリスチャン・ビシー - ジャック・グリフィン - Bruno Ilien                            | フォード・コスワース・DFL型3.3リットルV型8気筒             | D      | 49       |
| 50 DNF  | C2       | 79       | A.D.A.エンジニアリング                                                            | - イアン・ハローワー - ボブ・ウォルフ - グレン・スミス                                 | ADA・01                                                    | A      | 42       |
| 50 DNF  | C2       | 79       | A.D.A.エンジニアリング                                                            | - イアン・ハローワー - ボブ・ウォルフ - グレン・スミス                                 | フォード・コスワース・DFL型3.3リットルV型8気筒             | A      | 42       |
| 51 DNF  | C2       | 85       | Hubert Striebig                                                                   | - Hubert Striebig - ジャック・ユクラン - ノエル・デル・ベロ                            | Sthemo・SM C2                                              | ?      | 41       |
| 51 DNF  | C2       | 85       | Hubert Striebig                                                                   | - Hubert Striebig - ジャック・ユクラン - ノエル・デル・ベロ                            | BMW・M88/1型3.5リットル直列6気筒                           | ?      | 41       |
| 52 DNF  | C2       | 77       | エキュリー・エコッセ                                                              | - マイク・ワイルズ - デヴィッド・ダフィールド - デイビッド・レズリー                   | エコッセ・C284                                             | A      | 36       |
| 52 DNF  | C2       | 77       | エキュリー・エコッセ                                                              | - マイク・ワイルズ - デヴィッド・ダフィールド - デイビッド・レズリー                   | フォード・コスワース・DFV型3.0リットルV型8気筒             | A      | 36       |
| 53 DNF  | C1       | 25       | - C.A.M.S. - Charles Ivey Racing                                                  | - ダドリー・ウッド - ジョン・クーパー - バリー・ロビンソン                             | グリッド・S2                                               | A      | 10       |
| 53 DNF  | C1       | 25       | - C.A.M.S. - Charles Ivey Racing                                                  | - ダドリー・ウッド - ジョン・クーパー - バリー・ロビンソン                             | ポルシェ・935型2.9リットル水平対向6気筒ターボ              | A      | 10       |
| DNS     | C1       | 39       | Uchida・童夢                                                                      | - エイエ・エリジュ - スタンレー・ディケンズ                                            | 童夢RC83                                                   | D      | -        |
| DNS     | C1       | 39       | Uchida・童夢                                                                      | - エイエ・エリジュ - スタンレー・ディケンズ                                            | フォード・コスワース・DFL型4.0リットルV型8気筒             | D      | -        |
| DNS     | C2       | 99       | J.Q.F.エンジニアリング                                                            | - ロイ・ベイカー - Jeremy Rossiter - フランソワ・デュレ                                | Tiga・GC84                                                 | A      | -        |
| DNS     | C2       | 99       | J.Q.F.エンジニアリング                                                            | - ロイ・ベイカー - Jeremy Rossiter - フランソワ・デュレ                                | フォード・コスワース・BDT型1.8リットル直列4気筒ターボ      | A      | -        |